# 김성수 (1953년)

김성수(金性洙, 1953년 5월 20일 ~ )는 대한민국의 제18대 국회의원이다. 지역구는 경기 양주시·동두천시이다.

## 학력
- 1966년 유양국민학교 졸업
- 1969년 청량중학교 졸업
- 1972년 청량고등학교 졸업
- 1980년 고려대학교 사범대학 교육학 학사

## 경력
- 고려대학교 양호회 회장
- 경민대학 객원교수
- 경기도 사이클연맹 부회장
- 경기기계공업고등학교 총동문회 부회장
- 보영여자중학교 운영위원장
- 미8군 기자 및 편집인
- 양주군 청년회 초대회장
- 양주군 청년회의소 운영위원
- 양주군 체육회 이사
- 양주문화원 전문위원
- 자유총연맹 양주군 지부 부지부장
- 제3대 경기도의회 의원
- 새정치국민회의 경기도 지부 동두천시·양주군 지구당 부위원장
- 제3회 전국동시지방선거 한나라당 손학규 경기도지사 후보 경기북부 선대본부장
- 제16대 대통령 선거 한나라당 이회창 대통령 후보 양주시 선거대책본부장
- 제17대 국회의원 선거 한나라당 목요상 경기 양주시·동두천시 국회의원 후보 선거대책위원회 위원장
- 한나라당 경기도당 부위원장
- 제4회 전국동시지방선거 한나라당 경기도당 비례대표 공천심사위원회 위원
- 제4회 전국동시지방선거 한나라당 경기도당 양주시·동두천시 선거대책위원회 위원장
- 제17대 대통령 선거 한나라당 이명박 대통령 후보 경기도 선거대책위원회 부위원장
- 제17대 대통령 선거 한나라당 이명박 대통령 후보 양주시·동두천시 선거대책위원회 위원장
- 제18대 국회의원 선거 한나라당 경기도당 선거대책위원회 부위원장
- 제18대 국회의원
- 한나라당·새누리당 경기도당 양주시·동두천시 당원협의회 위원장
- 한나라당 민생탐방단 낙농대책팀 팀장
- 한나라당 경기도당 북부 당협본부장

## 역대 선거 결과
|  | 54.1% |

|  | 22.32% |

|  | 45.11% |

|  | 49.90% |

## 같이 보기
- 양주시·동두천시
- 양주시의 국회의원
- 동두천시의 국회의원